# О Капітан! мій Капітан!
«О Капітан! мій Капітан!» (англ. «Oh Captain! My captain!») — вірш американського поета Волта Вітмена, написаний у 1865 році. Поезію було опубліковано того ж року в збірці «Барабанний бій» (англ. «Drum-Taps»). 1867 року вірш включено Вітменом до четвертого видання книги «Листя трави».
Вірш присвячено пам'яті президента Авраама Лінкольна, вбитого через п'ять днів після перемоги північних штатів у громадянській війні над рабовласницьким Півднем. Волт Вітмен тяжко переживав загибель Лінкольна, з яким він пов'язував майбутнє американської демократії.
Українською мовою вірш переклали І. Кулик; В. Мисик; М. Тупайло; М. Стріха.

## Текст
| Мовою оригіналу O Captain my Captain! our fearful trip is done; The ship has weather’d every rack, the prize we sought is won; The port is near, the bells I hear, the people all exulting, While follow eyes the steady keel, the vessel grim and daring: But O heart! heart! heart! O the bleeding drops of red, Where on the deck my Captain lies, Fallen cold and dead. O Captain! my Captain! rise up and hear the bells; Rise up—for you the flag is flung—for you the bugle trills; For you bouquets and ribbon’d wreaths—for you the shores a-crowding; For you they call, the swaying mass, their eager faces turning; Here Captain! dear father! This arm beneath your head; It is some dream that on the deck, You’ve fallen cold and dead. My Captain does not answer, his lips are pale and still; My father does not feel my arm, he has no pulse nor will; The ship is anchor’d safe and sound, its voyage closed and done; From fearful trip, the victor ship, comes in with object won; Exult, O shores, and ring, O bells! But I, with mournful tread, Walk the deck my Captain lies, Fallen cold and dead. |  | Переклад Василя Мисика О капітане! Батьку! Страшна скінчилась путь! Всі бурі витримав наш корабель, сміливців лаври ждуть. Вже близько причал, і радо кричать нам люди, і дзвони дзвонять, І дивляться всі на могутній кіль, на бриг одважний і грізний. Але... О серце! Серце! Серце! О кров червона! Кров! Де батько впав на палубі, Упав і захолов! О капітане! Батьку! Встань і кругом подивись! Для тебе дзвони й горни звучать, для тебе стяги звились, Для тебе квіти, й вінки в стрічках, і натовп на узбережжі, Тебе, колишучись, кличе він, тебе побачить жадає! О, зляж мені на руку! Який це сон зборов Тебе, о батьку мій, що враз Ти впав і захолов? Мій капітан безмовний, уста німі, похололі, Не чує він моєї руки, лежить без пульсу, без волі. В порту безпечно стоїть корабель після тяжкої дороги. Скінчив наш бриг шалений біг, добився перемоги! Дзвоніть, радійте, береги! А я в жалобі знов Піду туди, де батько мій Упав і захолов. |  | Переклад Максима Стріхи О Капітан! мій Капітан! позаду путь трудна! Всі бурі корабель здолав, і слава нам луна. Нас гавань жде і дзвін гуде, і люд радіє з нами, Несхибний витримали курс ми поміж бурунами Та крове! крове! крове! Твій плин почервонив Ту палубу, де капітан Упав і занімів. О Капітан! мій Капітан! зведися до керма, Зведись — почуй, як дзвони б'ють, виспівує сурма; Для тебе мають прапори, вінки й букети всюди, Тебе всі ждуть, тебе вітать зійшлись на берег люди; Мій батьку! до чола тобі Я руку притулив То сон, що ти на палубі Упав і занімів. Але мовчить мій Капітан, бліді його вуста, І в нечутливих вже руках спинилась кров густа; Кидає котви корабель, скінчився рейс звитяжний, Страшний той плав, та все здолав керманич наш відважний: Радій же, люд на берегах! Мені ж забракло слів На палубі, де Капітан Упав і занімів. |

## Культурний вплив
- Вірш відіграє важливу сюжетну роль у фільмі Спілка мертвих поетів.